# San Isidro, San Miguel Mixtepec
San Isidro är en ort i Mexiko.   Den ligger i kommunen San Miguel Mixtepec och delstaten Oaxaca, i den sydöstra delen av landet, 400 km sydost om huvudstaden Mexico City. San Isidro ligger 2 061 meter över havet och antalet invånare är 448.
Terrängen runt San Isidro är bergig, och sluttar brant österut. Runt San Isidro är det ganska tätbefolkat, med 67 invånare per kvadratkilometer. Närmaste större samhälle är Zimatlán de Álvarez, 19,6 km nordost om San Isidro. I omgivningarna runt San Isidro växer huvudsakligen savannskog.